# Chris O'Grady
Christopher James O'Grady (Nottingham, 25 gennaio 1986) è un ex calciatore inglese, di ruolo attaccante.

## Carriera

### Club
Inizia la carriera da professionista nel Leicester City (giocando in prima e seconda divisione inglese) e, dopo due prestiti, nel 2007 passa al Rotherham United, in terza divisione. La società retrocede in quarta divisione e O'Grady si trasferisce all'Oldham Athletic, in terza categoria. L'attaccante è girato in prestito in quattro occasioni tra il 2008 e il 2010 dovendo fare la spola tra Bury, Bradford, Stockport e Rochdale. Alla sua annata al Rochdale, O'Grady dimostra il suo potenziale, realizzando 22 gol in 43 giornate di campionato, aiutando il Rochdale a conquistare l'aritmetica promozione in terza divisione con diverse giornate d'anticipo e raggiungendo il quarto posto nella classifica marcatori: sigla un paio di doppiette contro Bournemouth (0-4) e Shrewsbury Town (4-0) e una tripletta contro il Cheltenham Town (1-4). Dopo aver concluso il prestito, il Rochdale decide di acquistare O'Grady in cambio di 160000 € ma nella stagione seguente l'attaccante sigla solo 9 marcature giocando tutti i match di League One: nonostante ciò, il 9 agosto 2011, lo Sheffield Wednesday lo preleva per 400000 € e nella stagione 2012-2013 O'Grady approda in Championship. A fine stagione però è ceduto in prestito al Barnsley, dove firma 6 centri in 16 sfide di campionato. Nell'estate del 2013 il Barnsley acquista definitivamente l'attaccante, che ripaga la fiducia realizzando 15 reti in 40 giornate di Championship, non riuscendo ad evitare la retrocessione in terza categoria del club. Nell'estate 2014, O'Grady si trasferisce al Brighton & Hove.